# Fernando Marcos Miranda
Fernando Marcos Miranda (Valparaíso, 19 de septiembre de 1919 — Santiago, 21 de marzo de 2015) fue un pintor y muralista chileno que desarrolló la mayor parte de su carrera en México. También fue retratista y, como integrante de la generación del 38, exploró el surrealismo y la abstracción geométrica.

## Biografía
Fernando Marcos Miranda nació en Valparaíso, Chile, el 19 de septiembre de 1919.
Estudió en la Escuela de Artes Aplicadas de la Universidad de Chile y en la  Escuela de Bellas Artes de Santiago, a los 16 ans años, donde fue alumno de Laureano Ladrón de Guevara  donde recibió la influencia del muralismo francés, predominante en el país en ese momento. Durante su formación, fue influenciado por la visita a Chile, en 1940, de los muralistas mexicanos Xavier Guerrero y David Alfaro Siqueiros, quienes inspiraron a sus discípulos locales con temas relacionados con temáticas vinculadas al espacio público social y a la realidad del trabajador chileno.

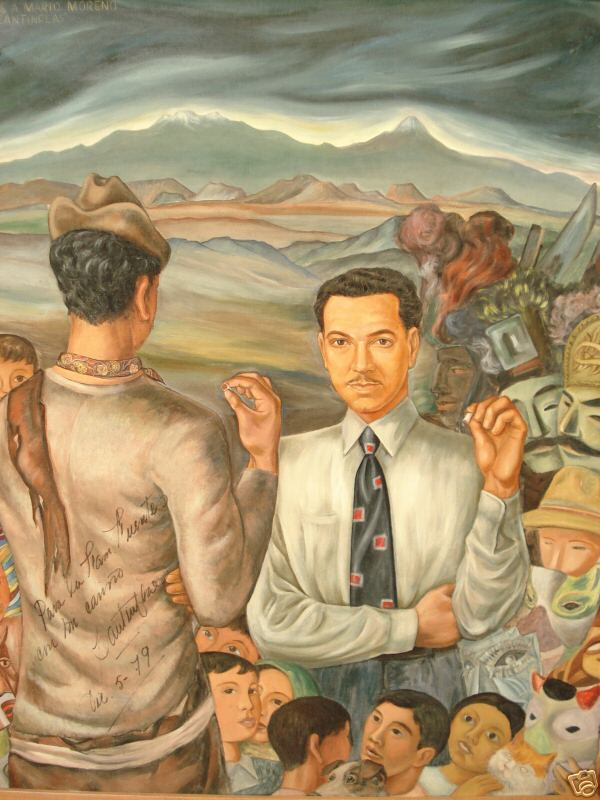
Retrato de Cantinflas, 1952.

En 1950, Marcos Miranda obtuvo una beca del gobierno mexicano para estudiar pintura y escultura mural en la Academia de San Carlos y en la Escuela Nacional de Pintura, Escultura y Grabado La Esmeralda de Ciudad de México. Allí fue alumno y asistente de David Alfaro Siqueiros y Diego Rivera. Durante su estancia en México, se desempeñó como director de la Escuela Experimental de Educación Artística, fue corresponsal de la publicación chilena Pro Arte y, en 1972, pintó un retrato de Cantinflas.
En 1953, durante la visita de Diego Rivera a Chile, Fernando Marcos Miranda y el artista chileno Osvaldo Reyes redactaron y publicaron el Manifiesto del Movimiento de Integración Plástica, un documento firmado por Rivera que defendía el acceso al arte para toda la población y daba testimonio de la existencia de una pintura social chilena.
Marcos Miranda regresó a Chile en 1952, formando parte del grupo de artistas del Ministerio de Educación que pintaron varios frescos murales en establecimientos escolares de todo el país. A través del muralismo y sus proyecciones, desarrolló un mensaje social cuyos motivos abordaban el origen de la nación y de la sociedad chilena, como puede apreciarse en obras como Homenaje a Gabriela Mistral y a los trabajadores del salitre (1947, en la Ciudad del Niño), Encuentros (1994, en el frontón de la municipalidad de San Miguel) o el proyecto Historia del Ferrocarril en Chile (2007), destinado a la Estación Central del metro de Santiago.
En 1979, Marcos participó en la IV Bienal Internacional de Arte de Valparaíso.
En Chile, se desempeñó como profesor de dibujo, composición y decoración; director de la Casa de la Cultura; profesor de pintura mural; director de la Escuela Experimental de Educación Artística; profesor de artes plásticas en la Universidad de Chile; profesor de historia del arte y luego director del Departamento de Arte de la Universidad Técnica del Estado; y profesor de composición y decoración en la Escuela de Canteros.
Fernando Marcos Miranda falleció en Santiago el 21 de marzo de 2015, a los 96 años, y fue sepultado en el Parque del Recuerdo.

## Obra
- Homenaje a Gabriela Mistral y los Trabajadores del Salitre (1947), fresco de 700 × 300 cm,[n 6] Ciudad del Niño.
- La Araucana (1952), pintura mural realizada en piroxilina (derivado nitrado de la celulosa) junto a Osvaldo Reyes, ubicada en las salas de Español y Ciencias Sociales de la Escuela N.º 50, en Santiago.
- Alegría Escolar (1957), mural mosaico de 700 × 300 cm , en el Colegio Peñaflor.
- Encuentros (1994), mural de 18,30 × 8,60 m, en el frontón de la municipalidad de San Miguel.
- La Madre y los Niños, mural y collage de 170 × 340 cm, en el pabellón Cocema, Santiago.
- Cristo Pantocrátor (600 × 600 cm) y Virgen Madre de Dios (350 × 250 cm), frescos sintéticos (1982), rubicados respectivamente bajo la cúpula y en el ábside de la iglesia griega ortodoxa de Santiago.
- Pórtico del Colegio México en Chillán.